# Tarsomys apoensis
Tarsomys apoensis є видом пацюків з Філіппін.

## Поширення й екологія
Цей вид є ендеміком для Філіппін, де він відомий лише з високогір'я Мінданао. Зустрічається в гірських і мохових лісах від 1550 до 2400 метрів.

## Загрози
Для цього виду немає серйозних загроз. Вид зустрічається в заповідних територіях по всьому ареалу.